# Adolf Jarislowsky

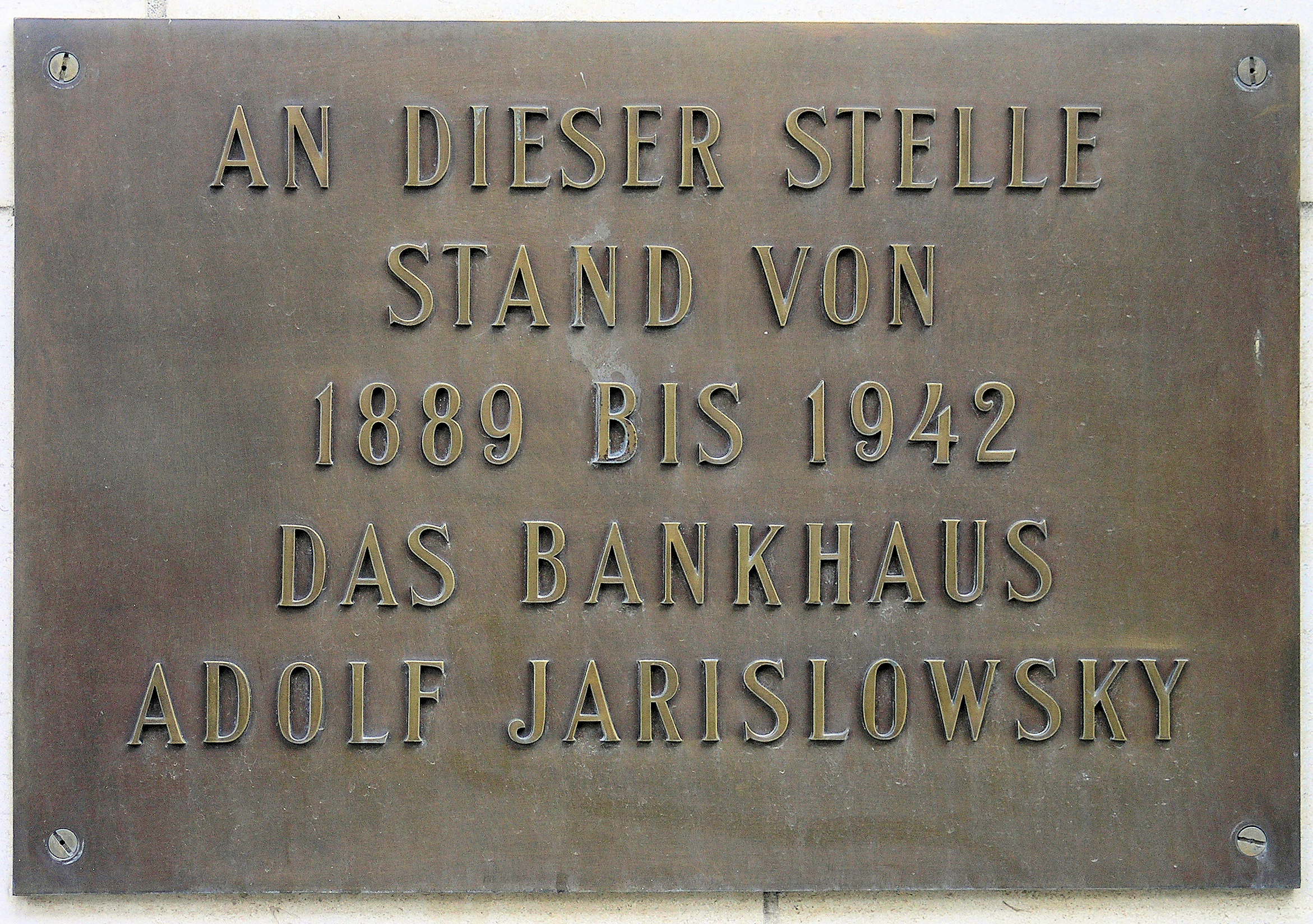
Gedenktafel von 1997 an der Berliner Jägerstr. 69, mit falschen Daten

Adolf Jarislowsky (* 17. April 1855 in Hultschin, Oberschlesien; † 5. Dezember 1933 in Berlin) war ein Berliner Bankier.

## Leben
Er erwarb im Kohlenhandel seine grundlegenden wirtschaftlichen Kenntnisse, ehe er dann zum Bankfach überging. 1878 gründete er sein Bankhaus Jarislowsky & Co., dessen Standort zunächst An der Schleuse 5A, später Universitätsstraße 3B und ab 1922 Jägerstraße 69 war. Man sagte ihm nach, dass er den gesamten Kurszettel der Berliner Börse im Kopfe habe.
Er wirkte mit in der von Adolph von Hansemann geleiteten Dortmunder Union.
Um 1888 wurde er Vorsitzender des Aufsichtsrates der im November 1872 von Guido Henckel von Donnersmarck gegründeten Donnersmarckhütte, Oberschlesische Eisen- und Kohlewerke Aktiengesellschaft. Nachdem er 1907 geistig erkrankt war, ließ man ihm noch bis 1909 den Vorsitz. 1910 wurde sein Schwager, Rechtsanwalt Eugen Goldstein, zum Vorsitzenden des AG ernannt.
Seine Tochter Edith lernte in Albert Einsteins Haus den Nationalökonomen und Betriebswirtschaftler Julius Hirsch (1882–1961) kennen, den sie um 1922 heiratete.
Sein Sohn Alfred Jarislowsky (* um 1898; † Januar 1929) übernahm das Bankhaus in der Französischen Straße. Alfred heiratete 1923 Käte (Gassmann), die Tochter eines Mitinhabers der Gleiwitzer Eisengroßhandlung Hahn, Gassmann & Co. Am 9. September 1925 wurde Stephen A. Jarislowsky geboren. Ab etwa 1925 koordinierte Alfred zusammen mit Ludwig Katzenellenbogen die schlesischen Zementinteressen der Ostwerke. Nachdem er am Scharlach gestorben war, wurde Käte Aufsichtsrat und heiratete 1932 den Wirtschaftsprüfer Oppenheimer, worauf sich ihre Spur verliert.
Das Bankhaus hatte etwa 77 Prozent der Aktien der Berlin-Gubener Hutfabrik AG (BGH), die die Gesellschafter 1937 veräußern mussten. Das Bankhaus wurde von den Nationalsozialisten 1933 geschlossen und von seinem Schwiegersohn Hirsch bis zu den Novemberpogromen 1938 liquidiert.
Beigesetzt ist Adolf Jarislowsky auf dem Friedhof der Jüdischen Gemeinde in Prenzlauer Berg.